# جیم دبکیس
جیم دبَکیس (انگلیسی: Jim Dabakis؛ زادهٔ) سیاستمدار آمریکایی اهل سالت‌لیک‌سیتی است. او که دمکرات است، عضو سنای ایالت یوتا بود و حوزه انتخابیه دوم سنا را نمایندگی می کرد.

## اوان زندگی، تحصیل و حرفه
دبکیس که در خانواده‌ای یونانی-آمریکایی اهل اسپرینگفیلد، ماساچوست زاده شده، پسر یک ماشین‌کار است. او که در خانواده‌ای ارتدکس یونانی بزرگ شده، در سن ۱۱ سالگی به کلیسای عیسی مسیح قدیسان آخر الزمان غسل تعمید داده شد. در سال ۱۹۷۱ در دانشگاه بریگم یانگ ثبت نام کرد و از مارک یی پیترسن، یکی از رسولان آن کلیسا در خصوص همجنسگرایی خود ارشاد طلبید. او به عنوان میسیونر به منطقه خلیج سانفرانسیسکو فرستاده شد.
دبکیس از دانشگاه ترک تحصیل کرد و در سالت لیک سیتی مجری تاک شوهای رادیویی و تلویزیون شد. او تورهایی را به بلوک شرق ترتیب داد. در سال ۱۹۹۱ به سن پترزبورگ، روسیه نقل مکان کرد و در آنجا در یک دانشگاه روس کسب و کار تدریس کرد و کسب و کاری در زمینهٔ هنر به راه انداخت و به کارآفرینان تازه‌کار روس وام‌های کوچک داد. او وقتش را در بیست سال بعد از آن بین سینت پترزبورگ و سالت لیک سیتی تقسیم کرد. سایت او حرفهٔ او را دلالی آثار هنری ذکر کرده‌است.

## سفر به ایران
در سال ۲۰۱۶ او در گفتگویی با تلویزیون محلی کی‌یوتی‌وی اعلام کرد که سفری به ایران داشته‌است. دبکیس هدف خود از این سفر را «خدمت به مردم ایالت یوتا و تمام مردم آمریکا با پیدا کردن راهی برای برقراری صلح میان کسانی که چندان با هم صحبت نمی‌کنند» دانست. او دربارهٔ این سفر گفت: «مردم ایران عاشق آمریکایی‌ها هستند. هر جا می‌رفتیم دنبالمان می‌آمدند، با ما حرف می‌زدند و ما را به خانه‌هایشان دعوت می‌کردند.» او همچنین گفت که چیزهای زیادی «از فروش لباس زیر مارک ویکتوریا سیکرتز تا سوال‌هایی که مردم می‌پرسیدند» او را شگفت‌زده کرده‌است.